# Friedrich Salathé

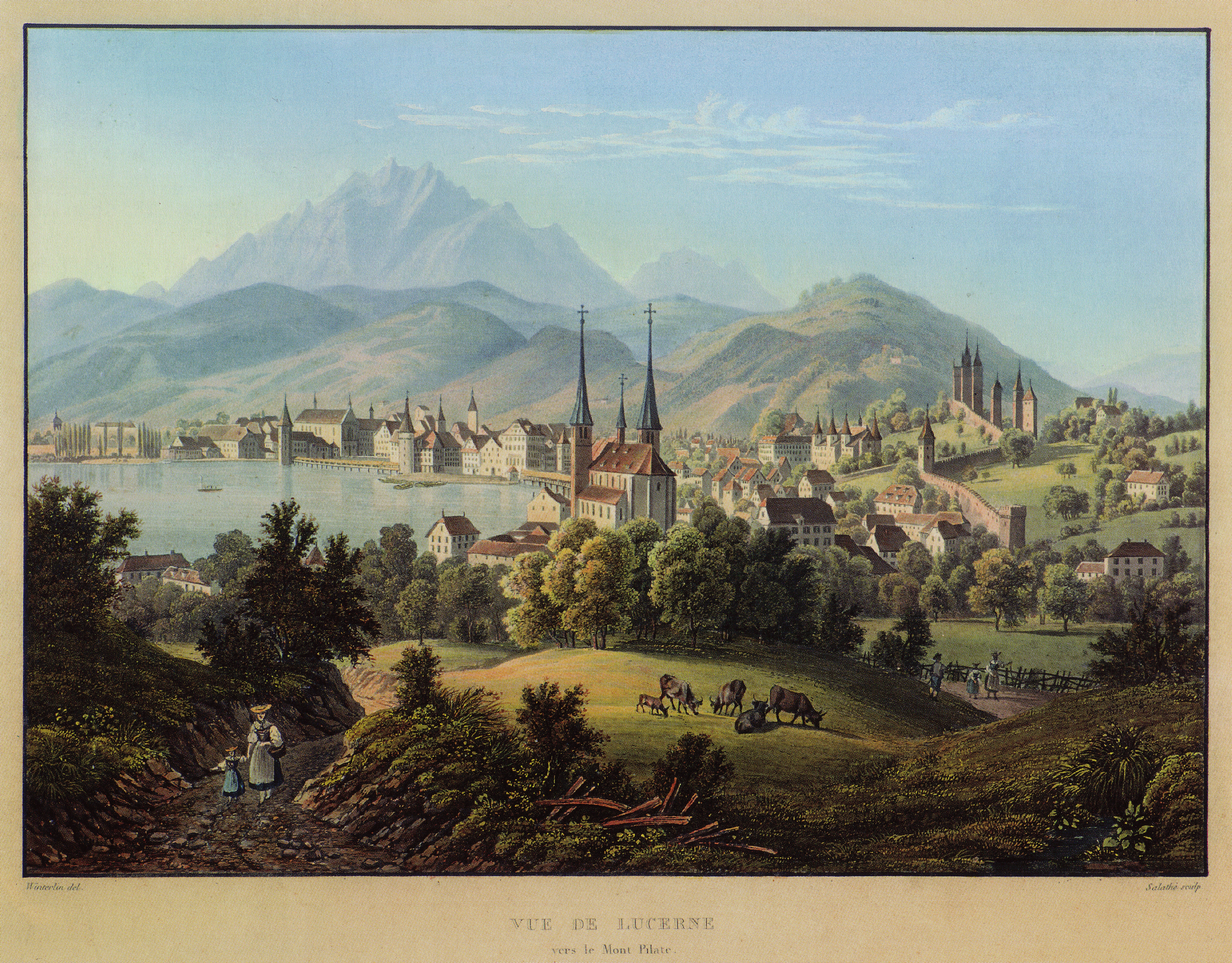
Ansicht Luzerns; kolorierte Aquatinta nach einer Zeichnung Anton Winterlis

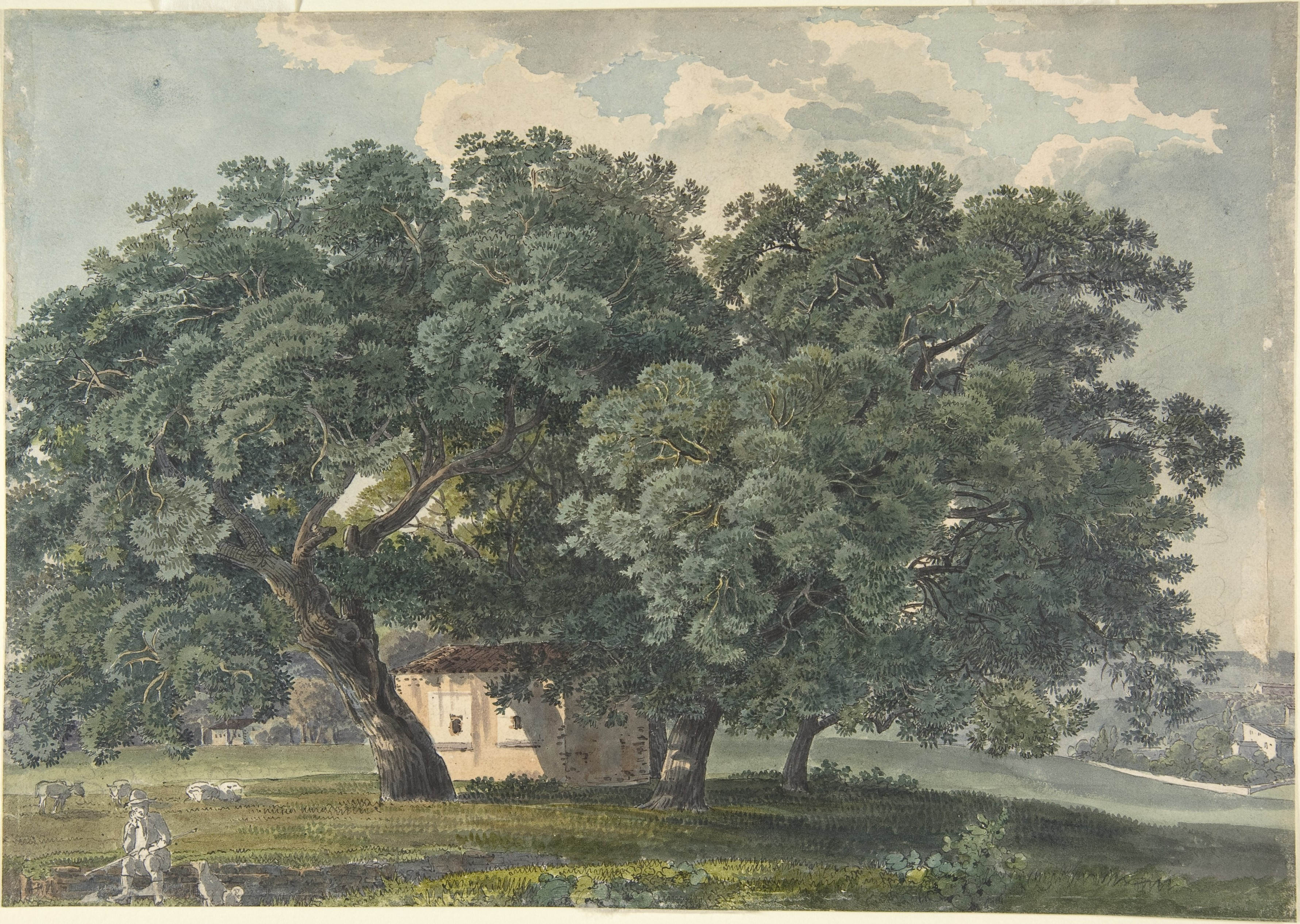
Italienische Landschaft mit Bäumen

Friedrich Salathé (* 11. Januar 1793 in Binningen; † 12. Mai 1858 in Paris) war ein Schweizer Maler, Grafiker und Lithograf.

## Leben
Geboren als Sohn des Landwirts Joseph Salathé und der Eva Gysin, wurde Friedrich Salathé etwa 1807 Schüler von Peter Birmann in Basel und zog mit dessen Sohn Samuel Birmann und mit Jakob Christoph Bischoff (1793–1825) 1815 nach Rom. Er diente einige Zeit in der Papstgarde. Am 18. Juni 1819 wurde er von Räubern verschleppt und am 24. Juni befreit. Die Entführungsgeschichte wurde später literarisch verwertet. Salathé kam 1821 nach Binningen, dann nach Basel, wo er sich der Aquarellmalerei und dem Kupferstich widmete. Im Januar 1823 siedelte er nach Paris um und blieb dort lebenslang. 1829 heiratete er die Malerin Friederike Neuhaus.
Salathé war für Verleger, Kunsthändler und Kartografen als Aquatintaradierer tätig, u. a. für Jean-Frédéric d’Ostervald und Noël Marie Paymal Lerebours in Paris, Friedrich Kaegelmann in Magdeburg, Johann Ludwig Bleuler in Schaffhausen, Johann Heinrich Locher in Zürich sowie für Victor von Zabern in Mainz. Neben der Grafik beschäftigte er sich mit Ölmalerei von Architektur- und Stadtansichten sowie Landschaften.
Salathé half seinem Freund Johann Jacob Steinmann nach 1833 bei seinen lithografischen Alben mit brasilianischen Ansichten. 1845 besuchte er Wörlitz und Dessau.